# Kekec (film)
Kekec este un film de aventuri, pentru copii, din 1951, produs în Slovena/Iugoslavia. A fost regizat de Jože Gale. Filmul s-a bazat pe lucrarea Kekec nad samotnim breznom, o narațiune montană de Josip Vandot, ultima dintre cele trei povești despre personajul fictiv Kekec, care a fost publicată în revista de tineret Zvonček în 1924. A fost produs de Triglav Film și distribuit inițial de Vesna film, în prezent de Viba film. Povestea are loc în partea de nord-vest a munților sloveni, în principal în locul natal al autorului, Kranjska Gora, și în Alpii Iulieni. 
Acesta este primul din seria de filme a lui Jože Gale despre Kekec și are două continuări: Srečno, Kekec! din 1963 și Kekčeve ukane din 1968. 
Mai mult de o mie de copii au participat la audițiile conduse de directorul de casting Ernest Adamič. Unul dintre actorii secundari a fost cântărețul sloven Lado Leskovar.

## Rezumat
Bazat pe povestea populară „Kekec nad samotnim breznom”  din 1924 de Josip Vandot, povestea nu a fost schimbată atât de mult față de cea originală, dar melodiile filmului au fost noi. Filmul are loc într-un sat idilic din munții sloveni, unde locuiește băiețelul Kekec (interpretat de Matija Barl). 
Sus în munți își duce viața solitară Bedanec (France Presetnik), un om rău de care toată lumea se teme. Dar curajosul băiat Kekec nu se teme de el. Când află că Bedanec ține închise victimele Mojca (Zdenka Logar) și Kosobrin (Frane Milčinski) în casa sa, el își propune să le găsească și să le salveze. Cu curajul și șiretenia sa, Kekec reușește să îi elibereze și, mai mult, îl obligă pe Bedanec să plece pentru totdeauna din zonă.

## Succes
Kekec este unul dintre filmele cele mai populare și cele mai de succes din trilogia cinematografică a lui Kekec și unul dintre cele mai mari filme din istoria cinematografiei slovene și iugoslave. Este primul film sloven cu premii internaționale, despre care se presupune că a apărut în festivaluri și cinematografe din peste șaizeci de țări din întreaga lume, ca de exemplu în Republica Populară Chineză, unde a fost proiectat în 1957, ca parte a săptămânii filmului iugoslav sau în Argentina.

## Distribuție
| Actor            | Personaj         | Descriere                                                                                           |
| ---------------- | ---------------- | --------------------------------------------------------------------------------------------------- |
| Matija Barl      | Kekec            | Băiat neînfricat și personajul principal al poveștii. A avut un impact enorm în cultura pop slovenă |
| Frane Milčinski  | Kosobrin         | Un bătrân minunat și modest, cu barba lungă albă și pălărie, care adună ierburi                     |
| Franța Presetnik | Bedanec          | Braconier sălbatic din munți, înfricoșător și rău, cu barbă lungă neagră                            |
| Zdenka Logar     | Mojca            | Sora lui Rožle, prinsă de Bedanec                                                                   |
| Sancin Modest    | Mišnjek          | |
| Lojze Potokar    | OCE              | Tatăl lui Kekec                                                                                     |
| Vida Levstik     | Mati             | Mama lui Kekec                                                                                      |
| Alenka Lobnikar  | Tinka            | |
| Jože Mlakar      | Rozle            | Băiat înspăimântat, un prieten al lui Kekec și fratele lui Mojca                                    |
| Drago Zupan      | Paznic de noapte | |
| Fran Lipah       | om care cântă    | Om care cântă la un instrument simplu                                                               |

## Galerie foto

### Locuri de filmare
| Imagine | Loc                    | Comuna        | Note                                                  |
| ------- | ---------------------- | ------------- | ----------------------------------------------------- |
|         | Gozd                   | Tržič         | Sat mic în municipiul Tržič                           |
|         | Bedančev konec         | Kranjska Gora | Xea mai mare parte a filmărilor                       |
|         | Savica Fall            | Bohinj        | Filmări chiar sub cascada Savica                      |
|         | Mojstrana              | Kranjska Gora | S-a construit un mic decor mic în sat                 |
|         | Slemenova špica        | Kranjska Gora | Scenă cu cântecul tematic „ Dobra volja je najbolja ” |
|         | Biserica Sfântul Josef | Ljubljana     |                                                       |

### Afișe și imagini promoționale

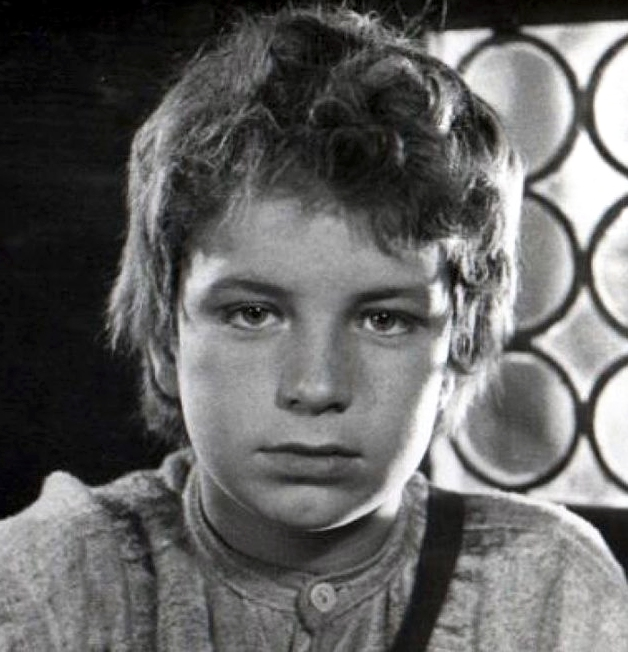
Matija Barl (Kekec)
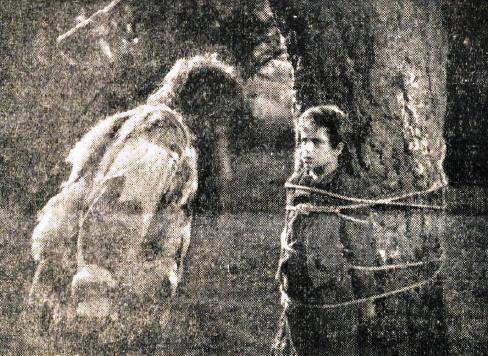
Bedanec și Kekec
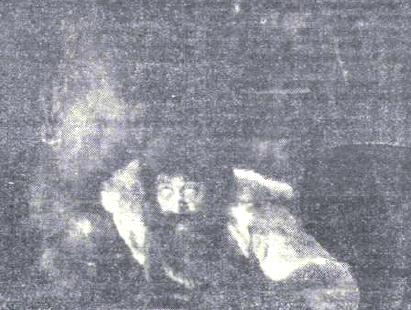
Bedanec
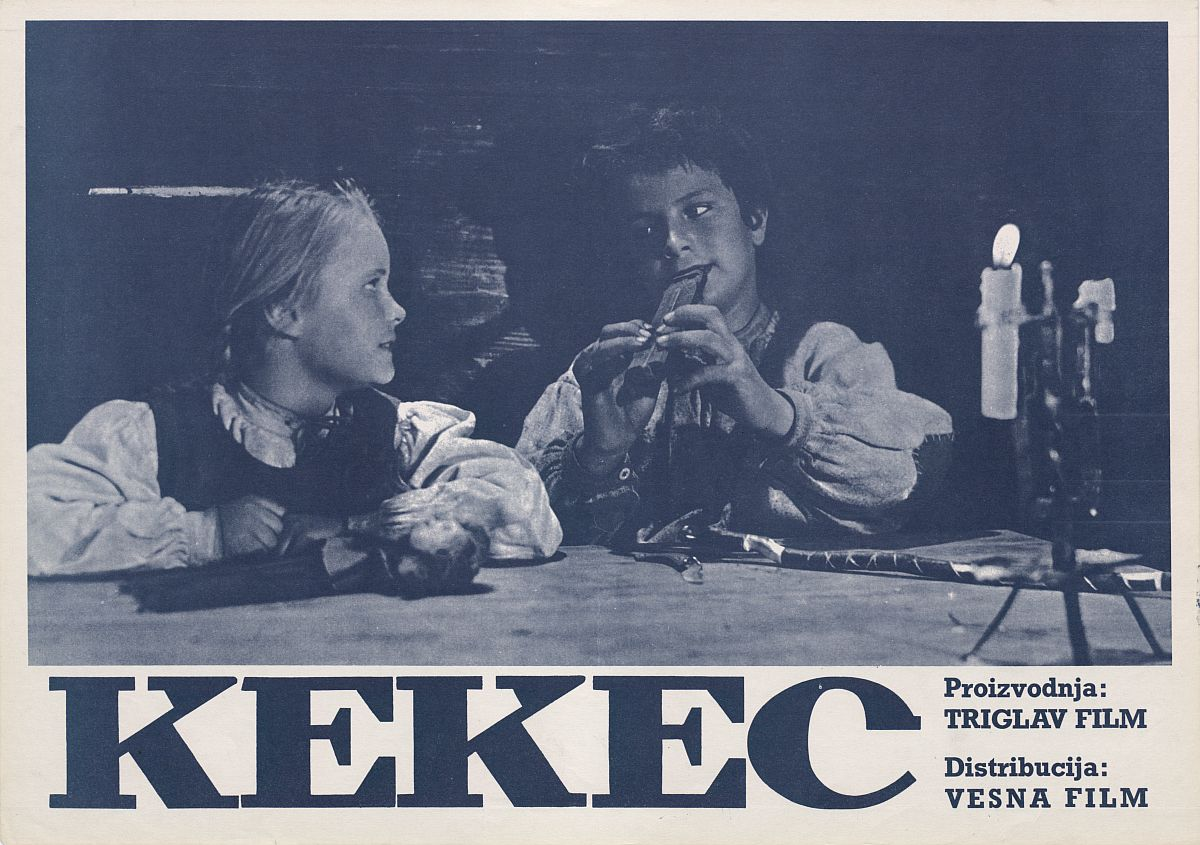
afiș al filmului
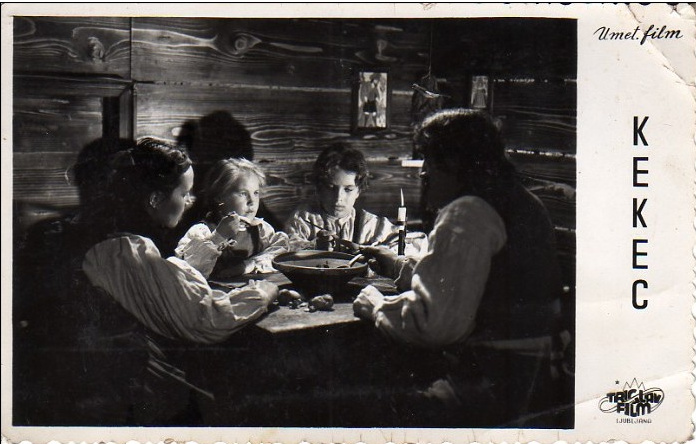
carte poștală cu imagine din film

## Premii
Kekec a primit primul premiu internațional pentru un lungmetraj sloven. La cel de-al 13-lea Festival Internațional de Film de la Veneția din 1952, acest film a câștigat un Leu de Aur pentru cel mai bun film la categoria copii cu vârste între 11 și 14 ani.

## Muzică
Coloana sonoră a fost scrisă de compozitorul sloven Marjan Kozina. Versurile temei muzicale,  Kaj mi poje ptičica (Dobra volja je najbolja) au fost scrise de Frane Milčinski și interpretate de Tomaž Tozon împreună cu Orchestra Filarmonică Slovenă.

## Vezi și
- Listă de filme slovene